# لينارت ميرتنز
لينارت ميرتنز هو لاعب كرة قدم بلجيكي، ولد في 14 أغسطس 1992. لعب مع Erpe-Mere United ‏.